# Jessica Paré
Jessica Paré  (ur. 5 grudnia 1980 w Montrealu) – kanadyjska aktorka i piosenkarka. Zagrała m.in. Megan Draper w serialu Mad Men.

## Filmografia
- 2001: Zagubione jako Victoria „Tori” Moller
- 2002: Bollywood/Hollywood jako  Kimberly
- 2003: Życie i śmierć Nancy Eaton jako Nancy Eaton
- 2004: Apartament[1]  jako Rebecca
- 2004–2005: Jack & Bobby[1] jako Courtney Benedict (serial, główna rola)
- 2009: Suck[1] jako Jennifer
- 2010: Jutro będzie futro[1] jako Tara
- 2010–2015: Mad Men jako Megan Draper[1] (serial, główna rola)
- 2011: The Mountie jako Amethyst
- 2014: Oczekujący jako Alice
- 2015: Brooklyn jako Panna Fortini
- 2016: Lovesick jako Lauren
- 2017: Another Kind of Wedding jako Carrie
- 2017–2020: SEAL Team jako Mandy (serial, główna rola)